# Ernst Dathe
Johann Friedrich Ernst Dathe (* 22. Oktober 1845 in Wellerswalde; † 21. Mai 1917 in Berlin) war ein deutscher Geologe.
Dathe wurde 1873 an der Universität Leipzig promoviert (Titel der Dissertationsschrift: Mikroskopische Untersuchungen über Diabase, erschien 1874). Er war von 1874 bis 1880 bei der Geologischen Landesuntersuchung des Königreiches Sachsen (unter Hermann Credner) tätig, wechselte aber 1880 zur Preußischen Geologischen Landesanstalt (PGLA), an der er Landesgeologe wurde und diese Aufgabe bis 1911 ausübte. Er kartierte in Sachsen 6 Kartenblätter (Döbeln und Döbeln-Scheergrund, Waldheim, Geringswalde, Rosswein-Nossen, Rochlitz-Gleithain) und in Schlesien (Glatz) und befasste sich mit Quartärgeologie, zum Beispiel der Südgrenze des Vordringens der eiszeitlichen Gletscher in Schlesien. Dathe war bis zur Pensionierung 1911 bei der PGLA.